# 디나 볼루아르테

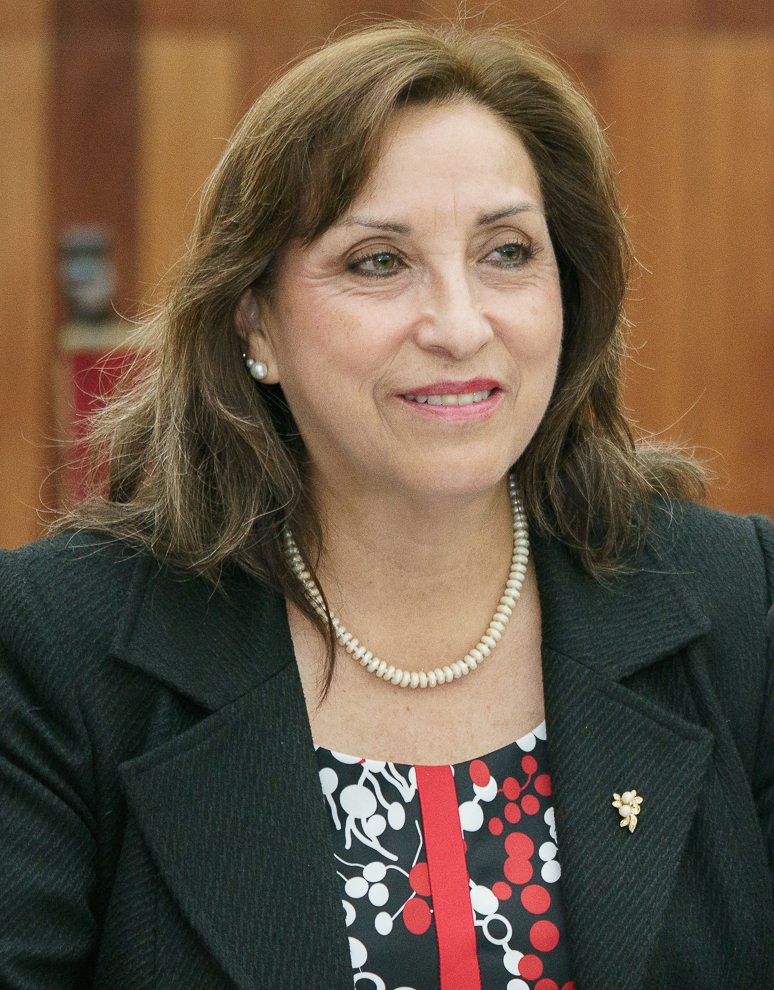
디나 볼루아르테

디나 에르실리아 볼루아르테 세가라(스페인어: Dina Ercilia Boluarte Zegarra, 1962년 5월 31일 ~ )는 페루의 법조인, 정치인이다. 2007년 이래 신원호적등록처 소속 공무원이며, 2021년 대선의 자유 페루 소속 부통령 후보이다.
1962년 5월 31일 아푸리막주 찰완카에서 태어났다. 산 마르틴 데 포레스 대학교에서 법학을 전공했으며, 같은 대학교에서 석사 과정을 이수한 바 있다. 리마의 아푸리막 클럽의 의장이다.
리마 수르키요구 거주민으로, 2018년 자유 페루 소속 구청장 후보였다. 2020년 같은 당 소속으로 국회의원에 출마했으나 당선되지는 못했다.
2022년 12월 7일 전임자의 파면으로 대통령직에 취임했다.

## 역대 선거 결과
| 선거명      | 직책명         | 대수 | 정당      | 1차 득표율 | 1차 득표수  | 2차 득표율 | 2차 득표수  | 결과 | 당락             |
| ----------- | -------------- | ---- | --------- | ---------- | ----------- | ---------- | ----------- | ---- | ---------------- |
| 2021년 선거 | 페루 제1부통령 | 39대 | 자유 페루 | 18.92%     | 2,724,752표 | 50.13%     | 8,836,380표 | 1위  | 페루 부통령 당선 |